# Aborto en Melilla
El aborto en Melilla, también conocido como Interrupción voluntaria del embarazo (IVE), es legal porque las leyes sobre el aborto se elaboran a nivel nacional y el aborto fue despenalizado en 1985, con importantes reformas en 2010. Cada región está a cargo de crear su propio sistema para la implementación de la ley en la sanidad pública, existiendo diferencias de una región a otra. En 1995, se aprobó el Estatuto de Autonomía para Ceuta y Melilla, otorgándoles el estatus de ciudades autónomas, más o menos análoga a las comunidades autónomas de España.
De 1988 a 2018, el Ministerio de Sanidad fue responsable de tabular los datos sobre abortos para Melilla, combinándolos con los de Ceuta. Durante las décadas de 1990, 2000 y 2010, Ceuta y Melilla tuvieron consistentemente la tasa de aborto por cada 1.000 mujeres más baja entre todas las regiones de España. En el caso de Melilla, esto se debía a varias razones, entre ellas que la ciudad era más multicultural que otras partes de España, con un alto porcentaje de residentes musulmanes.
A diferencia de otras partes de España, el Instituto Nacional de la Salud (INSALUD), el Instituto Nacional de Gestión Sanitaria (INGESA), el Ministerio de Sanidad y, en menor medida, el Centro de Estancia Temporal de Inmigrantes (CETI) fueron los encargados de gestionar la sanidad pública local. Esto incluyó la salud sexual y reproductiva, brindando información y distribución de anticonceptivos y brindando procedimientos de IVE. En lugar de proporcionar servicios de aborto en Melilla, INGESA los ha subcontratado en gran medida. Desde mediados de la década de 2010, la subcontratación de procedimientos de IVE se realiza en una clínica privada de Málaga, la Clínica Atocha Ginecológica.Desde al menos 2005, las mujeres melillenses viajaban en general a Málaga para este proceso. Esta obligación de viajar para realizar el procedimiento hizo imposible que la mayoría de las mujeres en Melilla pudieran abortar durante la pandemia de Covid-19, ya que no podían salir de sus hogares, y las que eran inmigrantes no podían viajar legalmente a la península.
Melilla tiene un gran porcentaje de inmigrantes en comparación con el tamaño relativo de su población. En la década de 2010, a los inmigrantes y solicitantes de asilo en las instalaciones del Centro de Internamiento de Extranjeros (CIE) a menudo no se les garantizaba su derecho a la atención médica tal como se define en la ley española, y otras leyes aprobadas en ese período aumentaron el problema de que las mujeres no pudieran hacer valer sus derechos de salud reproductiva en la ciudad. A finales de la década de 2010, las mujeres solicitantes de asilo o inmigrantes irregulares corrían el riesgo de ser detenidas por el CETI o arrestadas por la policía si intentaban salir de Melilla para realizar una IVE a la que tenían derecho legalmente en la península, lo que disuadió a la mayoría de intentarlo.

## Contexto nacional
Históricamente, el acceso al aborto en España ha dependido del dominio masculino sobre las mujeres y sus actividades reproductivas. El aborto ha sido utilizado como un medio para afirmar el control no sólo sobre los cuerpos y la sexualidad de las mujeres, sino también para hacer cumplir las normas culturales de género y los ideales patriarcales en la sociedad en general. Si bien el aborto se utilizó como forma de control de la natalidad en España en el pasado, demógrafos y sociólogos españoles han dicho que no se utiliza de esa manera en la España contemporánea.
El aborto legal es importante porque reduce las muertes en mujeres por complicaciones del embarazo y reduce la mortalidad infantil. En España, a mediados de la década de 1970, los abortos ilegales eran una causa importante de muerte entre mujeres de entre quince y cuarenta y nueve años. El control de la natalidad tiene una tasa de mortalidad femenina mucho más baja que los abortos, y es mucho más baja que la mortalidad femenina en España por abortos ilegales.

### Historia nacional
El Liber Iudiciorum fue una recopilación de leyes visigodas del rey Recesvinto que se promulgó en el año 654. Mencionaba el aborto, el infanticidio y el homicidio en el Libro VI. La pena para quienes provocaban abortos era la muerte. En ese momento, los visigodos controlaban casi toda la actual España, Portugal y Ceuta.
La ley en España fue modificada el 24 de enero de 1941 para caracterizar el aborto como un crimen contra el Estado. Esta ley lee en parte: “La política demográfica es una de las preocupaciones fundamentales de nuestro Estado. No se concibe una política demográfica eficaz sin abordar el problema de los miles y miles de vidas que se frustran antes de nacer, por maniobras criminales. Así lo dice la experiencia y el asesoramiento de los técnicos a través de Entidades científicas competentes. El estrago harto acusado en tiempos anteriores como consecuencia de un sentido materialista de la vida, adquirieron caracteres de escándalo durante el régimen republicano, agudizándose aún más escandalosamente en aquellas zonas sometidas a la dominación del Frente Popular. El Gobierno, consciente de su responsabilidad, decide combatir el crimen social que el aborto provocado representa y que impide que nazcan muchos miles de españoles anualmente."
El control de la natalidad fue ilegal en toda España durante el período franquista. En 1975 en España, la tasa de mortalidad femenina durante el embarazo era de 23 por 100.000 mujeres, una tasa similar a la de otros países occidentales industrializados donde el aborto era ilegal. El aborto fue despenalizado en el Código Penal por primera vez en todo el territorio español en 1985 en tres supuestos: por motivos terapéuticos, por motivos eugenésicos y en caso de violación previa denuncia policial. El aborto sólo era legal en estos casos antes de la semana 22, semana 22 y semana 12 respectivamente. La ley de 1985 exigía que cada vez que un centro de salud realizara un aborto, debía informarse al Ministerio de Sanidad. Los datos que a reportar incluyen la provincia donde se realizó el aborto y la provincia donde residía la mujer que abortó. Si bien el aborto fue despenalizado en 1985, no se convirtió en un servicio ofrecido por la sanidad pública hasta un cambio de la ley en 2010. Como resultado, durante este período entre 1985 y 2010, casi todos los abortos se realizaron en clínicas privadas y el precio por una interrupción voluntaria del embarazo rondaba las 30.000 pesetas.
La Ley de Salud Sexual y Reproductiva y de Interrupción Voluntaria del Embarazo fue reformada en mayo de 2022 de diferentes maneras. Se abordó específicamente la falta de centros, especialmente públicos, que prestaran servicios para la interrupción voluntaria del embarazo, en provincias que no tenían ninguna y exigían que las mujeres de esas provincias viajaran a otras provincias u otras regiones para poder acceder ese servicio. Otra reforma fue para proteger a las mujeres que acudieron a centros de IVE del acoso de activistas antiaborto.
En febrero de 2023, el Tribunal Constitucional confirmó la ley de 2010 que permitía a las mujeres abortar mediante petición gratuita durante las primeras catorce semanas de embarazo. El caso fue llevado originalmente a los tribunales por el Partido Popular en 2010, después de que el PSOE aclarara y liberalizara la legislación sobre el aborto del país.

### Situación jurídica
La legislación sobre el aborto se modificó en 2010 para permitir a las mujeres abortar libremente hasta la decimocuarta semana de embarazo sin justificación. Desde la semana catorce a la veintiuna, sólo se puede practicar un aborto si existe una razón médica para ello, como por ejemplo que la madre esté en riesgo. A partir de la semana veintidós, sólo se pueden realizar abortos si se detectan anomalías fetales que sean incompatibles con la vida fuera del útero. Así lo confirmó el Tribunal Constitucional en febrero de 2023.
En España se apoya que los servicios de interrupción voluntaria del embarazo en la sanidad pública sean gratuitos. Esto incluye los servicios prestados en clínicas privadas tras derivaciones de médicos de la sanidad pública. Esto se debe a que estos costes los cubre la sanidad pública autonómica bajo la dirección del Sistema Nacional de Salud de España. Sin embargo, la aplicación de las leyes sobre el aborto se deja en gran medida en manos de las regiones y sus organismos de salud.

## Estadísticas

### Década de 1980
El Ministerio de Sanidad informó que entre 1988 y 2018 se produjo al menos un aborto cada año que involucró a una residente de Melilla.
| Provincía | Comunidad          | 1988 | 1989 | 1990 | 1991 | 1992 | 1993 | 1994 | 1995 | 1996 | 1997 | 1998 | 1999 | 2000 | 2001 | 2002 | 2003 | 2004 | 2005 | 2006 | 2007 | 2008 | 2009 | 2010 | 2011 | 2012 | 2013 | 2014 | 2015 | 2016 | 2017 | 2018 | Ref   |
| --------- | ------------------ | ---- | ---- | ---- | ---- | ---- | ---- | ---- | ---- | ---- | ---- | ---- | ---- | ---- | ---- | ---- | ---- | ---- | ---- | ---- | ---- | ---- | ---- | ---- | ---- | ---- | ---- | ---- | ---- | ---- | ---- | ---- | ----- |
| Ávila     | Castilla y León    | 81   | 111  | 123  | 106  | 77   | 85   | 106  | 103  | 98   | 86   | 108  | 145  | 107  | 110  | 121  | 113  | 128  | 111  | 119  | 153  | 174  | 179  | 164  | 178  | 183  | 179  | 133  | 145  | 137  | 126  | 146  | [ 9 ] |
| Palencia  | Castilla y León    | 176  | 228  | 228  | 202  | 225  | 196  | 234  | 205  | 209  | 185  | 210  | 182  | 206  | 183  | 186  | 172  | 191  | 186  | 243  | 203  | 204  | 181  | 224  | 219  | 222  | 217  | 176  | 189  | 199  | 163  | 183  | [ 9 ] |
| Segovia   | Castilla y León    | 97   | 113  | 113  | 127  | 127  | 118  | 120  | 118  | 135  | 122  | 133  | 124  | 118  | 149  | 159  | 158  | 152  | 193  | 198  | 214  | 263  | 186  | 201  | 285  | 243  | 247  | 180  | 196  | 145  | 174  | 163  |       |
| Zamora    | Castilla y León    | 152  | 187  | 170  | 169  | 178  | 178  | 162  | 168  | 177  | 178  | 151  | 183  | 162  | 173  | 151  | 174  | 134  | 113  | 138  | 168  | 167  | 126  | 153  | 169  | 167  | 129  | 156  | 144  | 121  | 136  | 139  | [ 9 ] |
| Cáceres   | Extremadura        | 225  | 300  | 222  | 296  | 289  | 346  | 318  | 322  | 306  | 314  | 306  | 358  | 345  | 318  | 357  | 330  | 382  | 402  | 330  | 377  | 403  | 411  | 403  | 510  | 475  | 430  | 383  | 334  | 342  | 388  | 369  | [ 9 ] |
| Cuenca    | Castilla-La Mancha | 75   | 98   | 104  | 93   | 101  | 102  | 107  | 105  | 92   | 112  | 115  | 122  | 145  | 134  | 159  | 202  | 201  | 242  | 211  | 302  | 282  | 326  | 364  | 366  | 370  | 310  | 296  | 276  | 258  | 265  | 240  | [ 9 ] |
| Toledo    | Castilla-La Mancha | 258  | 284  | 323  | 349  | 337  | 311  | 315  | 297  | 339  | 363  | 424  | 488  | 456  | 492  | 597  | 666  | 663  | 810  | 808  | 1102 | 1184 | 1147 | 1221 | 1382 | 1364 | 1280 | 1105 | 1008 | 979  | 1051 | 946  | [ 9 ] |
| Teruel    | Aragón             | 42   | 56   | 68   | 71   | 81   | 79   | 67   | 98   | 107  | 115  | 118  | 115  | 104  | 129  | 142  | 148  | 155  | 165  | 182  | 169  | 185  | 174  | 175  | 186  | 179  | 140  | 159  | 136  | 116  | 142  | 141  | [ 9 ] |
| Ceuta     | Ceuta              | 12   | 7    | 8    | 14   | 15   | 18   | 26   | 20   | 30   | 46   | 33   | 42   | 23   | 27   | 27   | 34   | 32   | 19   | 22   | 34   | 15   | 27   | 32   | 24   | 38   | 16   | 13   | 9    | 15   | 11   | 12   | [ 9 ] |
| Melilla   | Melilla            | 28   | 26   | 13   | 31   | 43   | 35   | 51   | 41   | 38   | 48   | 71   | 67   | 71   | 73   | 52   | 69   | 68   | 84   | 61   | 83   | 87   | 77   | 107  | 125  | 109  | 116  | 111  | 84   | 108  | 104  | 109  | [ 9 ] |

### Década de 1990
Combinando datos de Ceuta y Melilla para el período comprendido entre 1992 y 2001, las ciudades tuvieron una tasa de 3,21 abortos al año por cada 1.000 mujeres. En 1996, la tasa era de 1,92. En 1997, era 2,62. En 1998, era 2,86. En 1999, era 2,96. En 2000, era 2,53. En 2001, era 3,21. En fue 3,21. En 2002, era 1,55. En 2003, era 3,06. En 2004, era 3,10. En 2005, era 3,25.
En 1997 la tasa de aborto fue de 2,62 por 1.000 mujeres y 2,86 en 1998. Esta fue una de las más bajas de España. Durante el mismo período, la tasa de abuso infantil en 1997 y 1998 en Melilla fue la mayor de España con una tasa de 15,1 casos por cada 10.000 menores, siendo Ceuta la segunda más alta con 10,9.
De 1990 a 1995, Melilla tuvo una de las tasas de aborto más bajas de España, junto con Navarra y Ceuta. Hubo una disparidad en la evolución de las tasas de aborto en la ciudad entre 1990 y 1995 respecto al resto del país. En 1991, la tasa de natalidad combinada de Ceuta y Melilla fue de 16,3 nacimientos por cada 1.000 habitantes, la más alta de España. Esto se produjo en un contexto en el que la tasa de IVE por cada 1.000 mujeres era de 1,55%. En 1991, el 41,52% de las mujeres casadas en Ceuta y Melilla tenían un trabajo remunerado. Esta cifra era muy inferior a la de otras regiones como Asturias, donde el 55,22% de las mujeres casadas tenían un trabajo remunerado.

### Década de 2000
La tasa de abortos en Ceuta y Melilla en 2000 fue de 2,53, la más baja de España. Ese año Melilla fue la región con mayor tasa de natalidad con un 18,63. En 2001, el tamaño medio de una familia en Ceuta y Melilla era de 3,49 miembros. La tasa de aborto en Melilla en 2001 fue del 3,21. En ese momento, Melilla tenía una de las poblaciones más jóvenes de España, con alrededor del 27% de su población entre cero y diecisiete años. La tasa de abortos en Ceuta y Melilla en 2002 fue del 1,55. Entre 2002 y 2007, Melilla tuvo una de las tasas más altas de violencia de género en España, con un 9% de las mujeres que habían presentado denuncias formales. La tasa de abortos combinada de Ceuta y Melilla en 2004 fue del 3,10. En 2004, Melilla era una de las tres únicas regiones de España donde la edad media de una mujer que tenía su primer hijo era inferior a 30 años.
En 2005, la tasa de aborto combinada de Ceuta y Melilla fue de 3,25. Esta fue la más baja de España, siendo la segunda más baja la de Cantabria y Galicia con una tasa de 4,4. En las estadísticas nacionales figuran 84 mujeres residentes en Melilla que abortaron en 2005. El 61,9% de las mujeres residentes en la ciudad autónoma que abortaron ese año no tenían hijos, mientras que el 33,3% tenían uno o dos hijos. El 40,5% de las mujeres que abortaron ese año habían acudido a un Centro de Planificación Familiar. En 2005, el motivo citado para más del 95% de los abortos realizados en Melilla fue la salud materna. En España había en 2005 veintiún centros de cribado neonatal. Uno estaba situado en Murcia y realizaba pruebas para Melilla, a una distancia de más de 400 kilómetros sin conexión aérea directa con Murcia.
En 2006, nueve niñas residentes en la región abortaron. Esto representó el 14,75% de todos los abortos realizados por mujeres residentes en la ciudad ese año. Entre 2006 y 2007, las mujeres de Ceuta y Melilla sufrieron una de las mayores tasas de violencia de pareja, con un 40,2%.
En 2008, Ceuta y Melilla juntas tuvieron el número más bajo de abortos por cada 1.000 mujeres, un 3,26%. La tasa de abortos en la ciudad por cada 1.000 mujeres de 15 a 44 años experimentó un ligero aumento de alrededor de menos de 0,09 abortos entre 2008 y 2009. En 2009, Ceuta, Melilla, Navarra, Galicia, Castilla y León y Extremadura tuvieron el menor número total de abortos realizados entre todas las comunidades autónomas de España. El Ministerio de Sanidad informó que en Melilla no se realizaron abortos entre 2009 y 2021. En 2009, la edad promedio de una mujer en Melilla que daba a luz era de 29,49 años.

### Década de 2010
En España se realizaron 113.031 abortos en 2010. En 2014, a nivel nacional había caído un dieciséis por ciento a 94.706 abortos. En este periodo comprendido entre 2010 y 2014, las regiones con menor tasa de abortos por cada 1.000 mujeres residentes, menos de siete, fueron Ceuta y Melilla con cuatro cada una, mientras que Castilla y León, Extremadura, Galicia y La Rioja se situaron entre tres y siete. La edad promedio de una mujer en Melilla que daba a luz fue 29.73 años en 2010.
La tasa combinada de abortos en Ceuta y Melilla en 2011 por cada 1.000 mujeres fue de 4,59. No se informó que se produjeran abortos en la ciudad en 2011, a pesar de que se registró que las residentes de la ciudad los había tenido. En 2011, tres niñas melillenses de dieciséis años, seis de diecisiete años, cuatro de dieciocho años y cuatro de diecinueve años tuvieron una IVE.En 2011, la edad promedio de una mujer en Melilla que daba a luz fue 29,51 años.
En 2012, el Ministerio de Sanidad, Servicios Sociales e Igualdad informó que en Melilla se produjeron 109 abortos. Diez de estos casos afectaron a niñas de quince a diecinueve años, mientras que treinta y seis casos afectaron a mujeres de veinte a veinticuatro años, 31 a mujeres de entre veinticinco y veintinueve años y el resto a mujeres de entre treinta y cuarenta y cuatro años. Aproximadamente un tercio de las mujeres que abortaron ese año, el 30,2%, lo habían hecho anteriormente. Un año más se registraron mujeres residentes en Melilla teniendo abortos pero en Melilla no se realizó ninguno. La edad promedio de una mujer en Melilla que daba a luz fue de 29,54 años en 2012. En 2012 había en Melilla 11.264 inmigrantes y el 46,32% eran mujeres.El número de mujeres madres e inmigrantes en Melilla fue de 1.552 en 2012.
Ceuta y Melilla tuvieron la tasa combinada de abortos más baja entre mujeres residentes en España en 2013. Esto tuvo lugar en un contexto de cero abortos en la ciudad autónoma. En 2013 Melilla tenía una de las tasas más altas de embarazo adolescente de España, es decir de niñas de quince a diecinueve años, con un 1,9% 52 niñas de 15 a 19 años dieron a luz en Melilla en 2013.El 84,5% de las mujeres y el 85,2% de los hombres melillenses de 15 a 29 años dijeron en una encuesta de 2014 que evitar el embarazo era un motivo muy importante para utilizar preservativo. El 89,5% de las mujeres y el 86,2% de los hombres dijeron que el condón era muy importante para prevenir las ITS.
En 2015 Melilla tuvo una de las tasas más bajas de abortos por cada 1.000 mujeres en España, por debajo del seis por ciento. Una de las explicaciones ofrecidas para la baja tasa de abortos entre las mujeres de la ciudad en 2015 en comparación con la media nacional fue que era más multicultural que otras regiones de España con una población de mayoría musulmana; en Marruecos y otros países de mayoría musulmana el aborto es ilegal. Esto puede haber creado una cultura local que disuadió a las mujeres locales de buscar abortos.
| Año  | %     | Ref    |
| ---- | ----- | ------ |
| 2010 | 100   | [ 73 ] |
| 2011 | 100   | [ 73 ] |
| 2012 | 100   | [ 73 ] |
| 2013 | 100   | [ 73 ] |
| 2014 | 100   | [ 73 ] |
| 2015 | 100   | [ 73 ] |
| 2016 | 99,07 | [ 73 ] |
| 2017 | 100   | [ 73 ] |
| 2018 | 100   | [ 73 ] |

| Año                                 | 2022  | 2021  | 2020  | 2019  | 2018  | 2017  | 2016  | 2015  | 2014  | Ref           |
| ----------------------------------- | ----- | ----- | ----- | ----- | ----- | ----- | ----- | ----- | ----- | ------------- |
| Ceuta y Melilla, Ciudades Autónomas | 3,82  | 1,79  | 1,94  | 2,26  | 3,50  | 4,80  | 5,06  | 3,72  | 3,53  | [ 74 ] [ 75 ] |
| Total (España)                      | 11,68 | 10,70 | 10,33 | 11,53 | 11,12 | 10,51 | 10,36 | 10,40 | 10,46 | [ 74 ]        |

| CCAA                 | Centros de salud públicos | Clínicas privadas | ref    |
| -------------------- | ------------------------- | ----------------- | ------ |
| Total                | 99                        | 92                | [ 76 ] |
| Andalucía            | 1                         | 6                 | [ 76 ] |
| Aragón               | 0                         | 2                 | [ 76 ] |
| Asturias             | 6                         | 3                 | [ 76 ] |
| Islas Baleares       | 7                         | 3                 | [ 76 ] |
| Islas Canarias       | 5                         | 4                 | [ 76 ] |
| Cantabria            | 2                         | 1                 | [ 76 ] |
| Castilla-La Mancha   | 0                         | 2                 | [ 76 ] |
| Castilla y León      | 1                         | 3                 | [ 76 ] |
| Cataluña             | 52                        | 21                | [ 76 ] |
| Comunidad Valenciana | 9                         | 14                | [ 76 ] |
| Extremadura          | 0                         | 1                 | [ 76 ] |
| Galicia              | 5                         | 4                 | [ 76 ] |
| Madrid               | 1                         | 7                 | [ 76 ] |
| Murcia               | 0                         | 5                 | [ 76 ] |
| Navarra              | 1                         | 0                 | [ 76 ] |
| País Vasco           | 8                         | 6                 | [ 76 ] |
| La Rioja             | 1                         | 0                 | [ 76 ] |
| Ceuta                | 0                         | 0                 | [ 76 ] |
| Melilla              | 0                         | 0                 | [ 76 ] |

### Década de 2020
En 2022 se produjeron 18 interrupciones voluntarias del embarazo en mujeres menores de 20 años. En 2022 se produjeron 3,82 interrupciones voluntarias del embarazo por cada 1.000 mujeres en Ceuta y Melilla. Esto se compara con un promedio nacional de 11,68 por cada 1.000 mujeres.

## INSALUD, INGESA y centros en Melilla
En comparación con otras regiones de España, Melilla posee un desafío único en el sentido de que el gobierno de la ciudad autónoma no gestiona la atención médica local. En cambio, la atención sanitaria se gestiona principalmente a través de dos institutos nacionales que forman parte de la cartera del Ministerio de Sanidad: el Instituto Nacional de la Salud (INSALUD) y el Instituto Nacional de Gestión Sanitaria (INGESA). Los datos de la ciudad relacionados con la salud suelen ser gestionados directamente por el Ministerio de Sanidad. Debido a su presencia en el continente africano, la ciudad alberga una gran cantidad de inmigrantes. Algunos aspectos de su asistencia sanitaria son gestionados por el Centro de Estancia Temporal para Inmigrantes (CETI).
INSALUD gestionó la asistencia sanitaria en Melilla durante los años 90 y principios de los 2020. La cartera de INSALUD en Melilla incluía la salud sexual y reproductiva de la mujer, incluido el aborto. Esto creó una compleja gama de recopilación de datos y prestación de servicios. Las Unidades de Atención a la Mujer estaban compartidas entre Atención Primaria y Atención Especializada, siendo en ocasiones los ginecólogos una tercera parte de esa atención. Las Unidades de Atención a la Mujer se encargaban de asesorar sobre el embarazo, brindar atención anticonceptiva, trabajar en la detección de enfermedades de transmisión sexual entre las mujeres y la detección, seguimiento y atención relacionados con los cánceres reproductivos. Atención Primaria era la encargada de proporcionar información sobre anticonceptivos y controlar el uso de anticonceptivos. Las únicas regiones cuya salud estaba gestionada por el Instituto Nacional de Gestión Sanitaria (INSALUD) en 2001 fueron Ceuta y Melilla.
A mediados de la década del 2000, a las mujeres que estaban embarazadas, independientemente de su estatus migratorio, también se les garantizaba legalmente el tratamiento sanitario durante el embarazo, el parto y el acceso a la atención posparto. Este derecho básico incluía el acceso a los procesos de IVE. En 2005, el 23,8% de las mujeres se informó sobre los servicios de IVE desde la sanidad pública. En 2009, el 25% de las mujeres de la región conocieron sus opciones para abortar en un centro de salud público. Esto en comparación con el promedio nacional del 43%.
Durante el gobierno de Mariano Rajoy, casi toda la información sobre anticonceptivos de última generación disponibles en el sistema sanitario público de la región fue retirada de los puntos de información sanitaria de la sanidad pública, y se dejaron de financiar políticas específicamente dirigidas a proteger la libertad y la salud sexual, poniendo en riesgo a grupos vulnerables a problemas de salud sexual y reproductiva como adolescentes y mujeres inmigrantes.
INGESA, el servicio público de salud de Melilla, no prestó servicios para aborto durante muchos años. En 2019, INGESA firmó un contrato con la clínica privada de Málaga, la Clínica Atocha Ginecológica, para prestar servicios para aborto a mujeres de la ciudad autónoma.
A pesar del proceso médico comparativamente sencillo para realizar un aborto farmacéutico, el uso de esta opción no se amplió durante la pandemia de covid-19 en Melilla, donde habría sido de ayuda para las mujeres que encontraban importantes obstáculos para la abortar en ese período. En ese momento, no había hospitales públicos ni clínicas privadas donde las mujeres pudieran someterse a un aborto quirúrgico en Melilla y, para complicar aún más las cosas, el confinamiento por covid-19 significó que las mujeres no podían ni siquiera salir de casa. Esta situación no sólo implicó que el acceso al aborto se volviera imposible, sino que también puso a las mujeres en riesgo de sufrir una mayor violencia de género al confinarlas con sus abusadores.
En 2022, INGESA era responsable de gestionar la lista de objetores de conciencia al aborto en la ciudad, porque varios aspectos de la atención sanitaria en la ciudad todavía estaban a cargo del gobierno nacional. Estas listas se crearon en respuesta a los cambios en las leyes nacionales sobre el aborto en 2022.
En enero de 2023, INGESA firmó un nuevo contrato formal con una clínica privada, la Clínica Atocha Ginecológica, para las mujeres que necesitaran una interrupción voluntaria del embarazo. La primera parte del contrato incluía la asignación de 74.918,40 euros para abortos que se produjeran antes de la semana catorce. La segunda parte incluía una dotación de 20.307,86 € para la realización de abortos a partir de la semana catorce y para embarazos de alto riesgo. Unidas Podemos en Melilla criticó la contratación de los servicios a una clínica privada en la España peninsular por privar "a las mujeres melillenses del derecho al aborto en su ciudad, teniendo que acudir a una clínica privada lejos de su casa. Es indecente que una mujer tenga que salir de su casa y recorrer cientos de kilómetros para abortar. No se puede permitir, esto se llama violencia machista institucional contra las mujeres".
El programa electoral del PSOE durante las elecciones generales de 2023 hablaba de la necesidad de proteger constitucionalmente el derecho a la interrupción voluntaria del embarazo. Fue uno de varios temas en los que se pidió que pensaran los votantes de Melilla al decidir por quién votar. La CGT Andalucía, que incluía a Ceuta y Melilla como parte de su territorio, publicó un pliego de demandas en el marco de sus asambleas feministas del Día Internacional de la Mujer del 8 de marzo de 2023. Una de estas demandas era: "La exigencia de cumplir con las normas reguladas en la Ley Orgánica 2/2010, de 3 de marzo, de salud sexual y reproductiva e interrupción voluntaria del embarazo. Por la vulneración del derecho a la Interrupción Voluntaria del Embarazo que sufren las mujeres residentes en Melilla, al no tener garantizado el derecho gratuito al aborto, dentro de los límites establecidos por la ley."
En mayo de 2022 se reformó la Ley de Salud Sexual y Reproductiva y de Interrupción Voluntaria del Embarazo de diferentes maneras. Una abordaba específicamente la falta de centros, especialmente públicos, que prestaran servicios para la interrupción voluntaria del embarazo, en provincias que no tenían ninguna y exigían que las mujeres de esas provincias viajaran a otras provincias u otras regiones para poder acceder ese servicio. A pesar de la reforma, algunos lugares como Melilla no hicieron el esfuerzo de intentar ofrecer servicios localmente para que las mujeres no tuvieran que desplazarse.

### Viajes
Debido a la falta de centros que realicen abortos en Melilla, las mujeres de la ciudad autónoma generalmente han tenido que viajar para realizar una IVE. En 2005, la mayoría de las mujeres en Melilla que solicitaron un aborto después de la semana 12 acudieron a  Málaga. En 2007, todas las mujeres que solicitaron una IVE tuvieron que viajar, la mayoría a Málaga. De 2010 a 2013, las mujeres de Melilla siguieron teniendo que viajar a otras partes de España para realizar una IVE. La situación siguió siendo la misma en la década de 2020. En 2021, si una mujer melillense quería abortar, necesitaba tomar un ferry o un avión para ir a una clínica en Málaga, a unos 272 kilómetros por mar.

### Centros
En 2003, no había ningún centro de salud público o privado acreditado que realizara abortos en Melilla. Esto siguió siendo así en 2007. Esta situación continuó hasta la década de 2010, no registrándose abortos realizados en ningún centro de salud de la ciudad autónoma durante el primer trimestre de 2010. En 2014 no había ningún centro de salud público autorizado para realizar abortos en la ciudad autónoma y ninguna clínica privada autorizada, y ese año no se registró ningún aborto realizado en Melilla.Los hospitales de la ciudad no contaban con los medios para realizar abortos en el período comprendido entre 2014 y 2021. A diferencia de otras regiones, posiblemente no se trató de un problema de objetores, sino de mala gestión del gobierno nacional a la hora de establecer este servicio. En 2021 no hubo hospitales públicos o centros de salud que realizaran abortos en la ciudad en 2021, ni tampoco había opciones en salud privada. Esto siguió así en 2022.

## Área de Salud de Melilla
En 2021, el Área de Salud de Melilla estaba trabajando en desarrollar información dirigida a adolescentes sobre educación sexual. La menor variedad de conceptos en los cursos de Educación Sexual Integrada utilizados en España se dio en Ceuta y Melilla, donde solo se trató sobre violencia de género, y en La Rioja donde solo se trató sobre Reproducción y Relaciones Interpersonales. No se trataron temas como la salud reproductiva, la conducta sexual, el cuerpo humano y su desarrollo, las relaciones y los valores y derechos.

## Solicitantes de asilo y migrantes irregulares
Las mujeres embarazadas, independientemente de su situación migratoria, tienen garantizado legalmente el tratamiento sanitario durante el embarazo, el parto y acceso a la atención posparto. Este derecho incluye el acceso a IVE.
Entre 2011 y 2015 a los inmigrantes y solicitantes de asilo en las instalaciones del Centro de Internamiento de Extranjeros (CIE) a menudo no se les garantizaba su derecho a la atención sanitaria tal como se define en la legislación española. Las leyes aprobadas por el Estado español diseñadas para desalentar la migración en la frontera de Melilla ayudaron a aumentar el problema de que las mujeres no pudieran hacer valer sus derechos sobre la atención de salud reproductiva en la ciudad. Las políticas del gobierno de Mariano Rajoy no ayudaron en esta situación. Fueron perjudiciales para las mujeres inmigrantes ya que el gobierno les negó información sobre sus derechos como mujeres en la sanidad pública. En el momento en que el Partido Popular intentaba cambiar las leyes sobre el aborto en España en los primeros cuatro meses de 2014, los periódicos alemanes que cubrían España cubrían tres áreas temáticas principales. Una fue la propuesta de cambio de ley y la otra fueron las cuestiones de inmigración en Ceuta y Melilla.
En 2013 el CETI no consideraba el aborto como un problema que afectara a los migrantes temporales bajo su cuidado en Melilla. No obstante muchas mujeres que llegaron a Melilla desde otros lugares fueron objeto de abuso y violencia sexual. Como resultado, algunas de estas mujeres habían practicado abortos clandestinos antes de llegar a Melilla, detectándose estos abortos únicamente cuando presentaban hemorragias que requerían hospitalización. Las mujeres sirias embarazadas que llegaron a las instalaciones del CETI en 2013 con frecuencia no habían recibido atención prenatal adecuada y requerían atención especializada para continuar con sus embarazos. Las mujeres que llegaron a las instalaciones del CETI en 2013 fueron frecuentemente discriminadas en el acceso a información sobre la interrupción voluntaria del embarazo. Esto puso a las mujeres extranjeras en Melilla en mayor riesgo de sufrir daños psicológicos y físicos graves y, al mismo tiempo, violó sus derechos a la información según la ley española.
Las mujeres migrantes, especialmente aquellas en situación irregular, en la ciudad a finales de la década de 2010 y principios de la de 2020 encontraron desafíos específicos y difíciles si necesitaban un aborto porque no tenían la opción de viajar a la España continental para realizarse el procedimiento. Las mujeres migrantes que necesitaban abortos corrían el riesgo de ser detenidas por la policía o encerradas por el CETI si intentaban salir de la ciudad para ir al continente a realizarse un procedimiento de IVE. Esto disuadió a estas mujeres de siquiera intentarlo, ya que los riesgos eran demasiado altos.